# Manab Zamin
The Daily Manab Zamin (bengali : মানবজমিন "People's Land") populairement appelé Manab Zamin est un grand quotidien tabloïd du Bangladesh, publié à partir de Dacca en langue bengalie. C'est le premier et le plus grand quotidien bengali tabloïd diffusé dans le monde, avec 11 millions de pages vues par mois sur son édition en ligne. 770 000 visiteurs de 179 pays de toute la planète visitent le site Web chaque mois, ce qui en fait l'une des publications en ligne en bengali les plus visitées au monde. Il est classé parmi les cinq cents meilleurs sites Web de journaux au monde, et se situe dans le premier 1% de tous les sites dans le monde. Le journal est également la seule publication bangladaise à avoir des références et des affiliations avec la FIFA, l'UEFA et la Premier League anglaise. Il s'est également associée à Sony Pictures et Warner Bros pour la publicité des productions hollywoodiennes, notamment Batman Begins, Superman Returns et Casino Royale.
Le Daily Manab Zamin est également le seul journal bangladais à héberger un site web consacré à la Coupe du Monde de la FIFA 2010 en Afrique du Sud avec des mises à jour détaillées, des profils de joueurs, les statistiques des équipes et les derniers potins. Le site Web est classé au 15e rang au Bangladesh et est l'un des organes d'information qui connaît la croissance la plus rapide du pays. Il occupe maintenant la deuxième place dans les sites Web des journaux en bengali et dans le Top 5 des sites d'information en bengali dans le monde.